# 김윤영
김윤영(金侖映, 1989년 4월 22일 ~ )은 대한민국의 바둑 기사다.

## 약력
2007년 여류입단대회를 통해 프로에 입단하였으며, 2010년 6단으로 승단했다. 2010년 아시안 게임 바둑 혼성 페어에서 최철한과 함께 동메달을 획득하였으며, 명지대학교 바둑학과에 졸업했다. 2021년 5단으로 승단했다.